# Фелпс, Майкл
Майкл Фред Фелпс II (англ. Michael Fred Phelps II; род. 30 июня 1985[…], Балтимор, Мэриленд) — американский пловец, 23-кратный олимпийский чемпион (13 раз — на индивидуальных дистанциях, 10 — в эстафетах), 26-кратный чемпион мира в 50-метровом бассейне, многократный рекордсмен мира. Абсолютный рекордсмен по количеству золотых наград (23) и наград в сумме (28) в истории Олимпийских игр, а также золотых наград (26) и наград в сумме (33) в истории чемпионатов мира по водным видам спорта.
Спортивные прозвища — «Балтиморская пуля» (англ. The Baltimore Bullet) и «Летучая рыба» (англ. Flying Fish).
Наиболее успешно выступал в плавании вольным стилем и баттерфляем, а также в комплексном плавании.
Объявил о завершении карьеры в 2013 году в возрасте 27 лет после Олимпийских игр в Лондоне, но вновь начал участвовать в международных состязаниях с 2014 года, отобравшись на Олимпийские игры в Рио, где выиграл пять золотых и одну серебряную медаль. После Игр в Рио объявил об окончательном уходе из плавания.

## Ранние годы
Майкл Фелпс родился и вырос в районе Тоусон, расположенном к северу от Балтимора. Младший из трёх детей. Его мать, Дебора Сью «Дебби» (урождённая Дэвиссон), является директором средней школы. Его отец, Майкл Фред Фелпс, играл в американский футбол в средней школе. Родители Фелпса развелись в 1994 году, и его отец вступил в повторный брак в 2000 году. Фелпс окончил среднюю школу Тоусона в 2003 году.
Фелпс начал заниматься плаванием в возрасте семи лет, отчасти под влиянием своей сестры. Когда он был в шестом классе, ему был поставлен диагноз дефицита внимания и гиперактивности. В возрасте 10 лет, будучи обладателем национального рекорда для своей возрастной группы, Фелпс стал тренироваться под руководством тренера Боба Боумана. Успехов в своей возрастной группе у него было всё больше, и в возрасте 15 лет он принял участие в Олимпийских играх 2000 года.
30 марта 2001 года на чемпионате мира по водным видам спорта Фелпс побил мировой рекорд на дистанции 200 метров стилем баттерфляй. Таким образом он в возрасте 15 лет и 9 месяцев стал самым молодым человеком, когда-либо устанавливавшим мировой рекорд по плаванию.

## Личная жизнь
Женат с 2016 года. Супруга — фотомодель Николь Джонсон, обладательница титула «Мисс Калифорния США» 2010 г. Они встречались несколько лет, а свадьбу сыграли в частном порядке 13 июня 2016 года, уже после рождения их первенца Бумера Роберта, который появился на свет 5 мая. Затем родились ещё двое сыновей — погодки Беккетт Ричард (12 февраля 2018) и Маверик Николас (9 сентября 2019).

## Мировые рекорды Фелпса
Является обладателем двух действующих мировых рекордов (50-метровый бассейн / «длинная вода»: эстафета 4×100 м вольным стилем, эстафета 4×200 м вольным стилем).
Всего Фелпс установил 37 мировых рекордов на «длинной воде» (29 индивидуальных и 8 в эстафете) и превзошёл высшее достижение Марка Спитца, который установил за карьеру 33 мировых рекорда (26 индивидуальных и 7 в эстафете). Ещё два мировых рекорда в эстафете на счету Фелпса в 25-метровом бассейне (они были установлены последними, уже после всех рекордов в 50-метровом бассейне).
24 из своих 37 рекордов в 50-метровом бассейне Фелпс установил на трёх дистанциях: 200 м баттерфляем (8 рекордов), 200 м (8 рекордов) и 400 м (8 рекордов) комплексным плаванием. Мировым рекордом на дистанции 200 м баттерфляем владел непрерывно с марта 2001 года по 24 июля 2019 года, а на дистанции 400 м комплексом — почти 21 года: с августа 2002 года по июль 2023 года. Все мировые рекорды Фелпса на личных дистанциях были побиты к июлю 2023 года, но остаются рекорды в эстафетах.
Больше всего мировых рекордов Фелпс установил в 2003 (8), 2007 (6), 2008 (9) и 2009 (7) годах. После декабря 2009 года мировых рекордов не устанавливал.

## Майкл Фелпс на Олимпийских играх

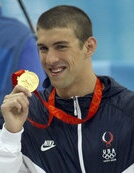
Восьмикратный чемпион Олимпийских игр в Пекине в 2008 году

На Олимпиаде в Сиднее в 2000 году 15-летний Фелпс стал самым молодым олимпийским пловцом из США за последние 68 лет. Он выступил только на дистанции 200 метров баттерфляем и занял пятое место в финале (от бронзы Фелпса отделили 0,33 с).
На Олимпиаде в Афинах в 2004 году 19-летний Фелпс выиграл восемь медалей, из которых шесть были золотыми и две бронзовыми, установив при этом три олимпийских и один мировой рекорд. Кроме того, восемь медалей на одной Олимпиаде — повторение рекорда знаменитого советского гимнаста Александра Дитятина, который установил своё достижение на Олимпиаде 1980 года в Москве.
На Олимпиаде в Пекине в 2008 году Фелпс выиграл все дистанции, на которых стартовал, и завоевал восемь золотых наград, побив рекорд Марка Спитца (семь золотых медалей на Олимпиаде 1972 года в Мюнхене), что также сделало его 14-кратным олимпийским чемпионом. Таким образом, обойдя финского легкоатлета Пааво Нурми, американского легкоатлета Карла Льюиса и своего коллегу по амплуа американца Марка Спитца, он стал самым титулованным спортсменом в истории современных Олимпийских игр.
На Олимпийских играх в Лондоне в 2012 году по общему числу олимпийских наград Фелпс превзошёл всех атлетов во всех видах спорта — 22 медали, побив рекорд советской гимнастки Ларисы Латыниной (18), державшийся 48 лет.
На Олимпийских играх в Рио-де-Жанейро в 2016 году Фелпс выиграл пять золотых медалей — в эстафетах 4×100 м и 4×200 м вольным стилем, 4×100 м в комбинированной эстафете, а также на дистанциях 200 м стилем баттерфляй и 200 м комплексным плаванием. Победив в комплексном плавании на дистанции 200 м, он стал первым пловцом, выигравшим золотую медаль на одной и той же дистанции на четырёх олимпиадах (и одним из четырёх спортсменов — наряду с легкоатлетами Карлом Льюисом и Элом Ортером, выигравших в одной и той же дисциплине на четырёх олимпиадах).
Победив 13 раз на индивидуальных дистанциях, он побил рекорд древнегреческого легкоатлета Леонида Родосского, который выиграл свои последние 3 золотые медали из 12 за 2168 лет до этого в 152 году до нашей эры.

### Результаты Фелпса на Олимпийских играх
Зелёным выделены участия в финальных заплывах
| Дистанция                        | 2000 | 2004 | 2008 | 2012 | 2016 |
| -------------------------------- | ---- | ---- | ---- | ---- | ---- |
| 200 метров вольным стилем        | —    | 3    | 1    | —    | —    |
| 100 метров баттерфляем           | —    | 1    | 1    | 1    | 2    |
| 200 метров баттерфляем           | 5    | 1    | 1    | 2    | 1    |
| 200 метров комплексным плаванием | —    | 1    | 1    | 1    | 1    |
| 400 метров комплексным плаванием | —    | 1    | 1    | 4    | —    |
| Эстафета 4×100 м вольным стилем  | —    | 3    | 1    | 2    | 1    |
| Эстафета 4×200 м вольным стилем  | —    | 1    | 1    | 1    | 1    |
| Комбинированная эстафета 4×100 м | —    | 1    | 1    | 1    | 1    |

## Прочие достижения
На чемпионате мира в Мельбурне в 2007 году Фелпс выиграл 7 золотых медалей, установив при этом 5 мировых рекордов. На чемпионате мира 2009 года в Риме Фелпс выиграл 5 золотых наград и 1 серебряную, установив 4 мировых рекорда (2 — в индивидуальных видах и 2 — в составе эстафетной сборной США). В 2011 году на чемпионате мира в Шанхае выиграл 4 золота, 2 серебра и 1 бронзу (интересно, что бронза стала для Фелпса первой медалью этого достоинства в его богатейшей коллекции наград с чемпионатов мира).
Фелпс является 50-кратным чемпионом США в индивидуальных видах и эстафетах в 2001—2010 годах. При этом он выиграл ещё и три чемпионата США, где расстояния измеряются в ярдах.
- 8 раз (2003, 2004, 2006—2009, 2012, 2016) признавался лучшим пловцом года в мире, являясь абсолютным рекордсменом по этому показателю.
- 9 раз (2001—2004, 2006—2009, 2012) Фелпс был признан лучшим пловцом года в США.

В 2024 году был назван лучшим спортсменом XXI века по версии телеканала ESPN.

## Факты
- По состоянию на 2008 год соблюдает так называемую «диету Фелпса». В ней в общей сложности 10 000 ккал[13]. В интервью USA Today в 2012 году Фелпс, отвечая на вопросы о своей диете, заявлял, что распространённая в СМИ информация о диете в 12 000 ккал — миф. «Я никогда не ел так много», — отметил чемпион[14].
- В рейтинге «50 людей и явлений, которые сделали XXI век таким, какой он есть» журнала GQ Майкл Фелпс представлен на 14-й позиции[15][16][17].
- В 2004 году в родном городе Фелпса Балтиморе его именем была названа улица (англ. Michael Phelps way)[18].
- Начиная с Олимпиады 2008 года в Пекине одевался в купальный костюм LZR Racer, который фирма-производитель Speedo позиционирует как «самый быстрый хай-тек купальник в мире». Фелпс принимал участие в рекламной кампании этой фирмы[19].
- Имеет 47-й размер стопы, что несколько превышает средний показатель для людей его роста; непропорционально короткие ноги и непропорционально длинный торс по сравнению с обычным человеком, размах рук составляет 203 см, что на 10 см больше его роста[20].